# Archytas infuscatus
Archytas infuscatus là một loài ruồi trong họ Tachinidae.